# 金田真美
金田 真美（かねだ まみ、1968年3月9日 - ）は、日本の元女子サッカー選手。元サッカー日本女子代表。

## 来歴
清水第八スポーツクラブ、日産FCレディースでプレー。サッカー日本女子代表では、清水第八SC在籍時の1984年の中国遠征で選出され、10月22日のオーストラリア代表との試合でデビューした。2日後のイタリア代表との試合にも出場し、この遠征では2試合に出場した。1986年1月のインド代表にも出場し、日本代表では通算で3試合に出場した。

## 代表歴
- 1984年10月22日 - A代表初出場 - オーストラリア戦

### 試合数
- 国際Aマッチ 3試合（1984-1986）

| 日本代表 | 国際Aマッチ | 国際Aマッチ |
| 年       | 出場        | 得点        |
| -------- | ----------- | ----------- |
| 1984     | 2           | 0           |
| 1985     | 0           | 0           |
| 1986     | 1           | 0           |
| 通算     | 3           | 0           |

### 出場
| # | 開催日         | 開催地     | 会場 | 相手           | 結果 | 監督     | 大会                 |
| - | -------------- | ---------- | ---- | -------------- | ---- | -------- | -------------------- |
| 1 | 1984年10月22日 | 西安       |      | オーストラリア | ●2-6 | 折井孝男 | 西安招待             |
| 2 | 1984年10月24日 | 西安       |      | イタリア       | ●1-5 | 折井孝男 | 西安招待             |
| 3 | 1986年01月21日 | ジャカルタ |      | インド         | ●0-1 | 鈴木良平 | スハルト大統領夫人杯 |